# Saraiu
Saraiu là một xã ở hạt Constanţa, România.
Xã này có 3 làng:
- Saraiu (tên lịch sử: tiếng Thổ Nhĩ Kỳ: Saray)
- Dulgheru tiếng Thổ Nhĩ Kỳ: Dülger
- Stejaru (tên lịch sử: Carapelit, tiếng Thổ Nhĩ Kỳ: Karapelit)